# Deutsche Badmintonmeisterschaft/Dameneinzel
Deutsche Meisterschaften im Badminton werden in der Bundesrepublik seit 1953 ausgetragen. Folgend die Sieger und Platzierten im Dameneinzel.

## Sieger und Platzierte
| Jahr | Erster                                       | Zweiter                                         | Dritter                                    | Dritter                                       |
| ---- | -------------------------------------------- | ----------------------------------------------- | ------------------------------------------ | --------------------------------------------- |
| 1953 | Ingeborg Tietze (Kieler BC 1949)             | Hannelore Schmidt (STC Blau-Weiß Solingen)      | Eva Schön (Kieler BC 1949)                 | Luise Schmitz (1. DBC Bonn)                   |
| 1954 | Hannelore Schmidt (STC Blau-Weiß Solingen)   | Ingeborg Tietze (Kieler BC 1949)                | Luise Schmitz (1. DBC Bonn)                | Erna Wüsthoff (OBC 88 Ohligs)                 |
| 1955 | Hannelore Schmidt (STC Blau-Weiß Solingen)   | Irmgard Ehle (OBC 88 Ohligs)                    | Erna Wüsthoff (OBC 88 Ohligs)              | Erna Müller (1. Frankfurter BC)               |
| 1956 | Hannelore Schmidt (STC Blau-Weiß Solingen)   | Gisela Ellermann (STC Blau-Weiß Solingen)       | Luise Schmitz (1. DBC Bonn)                | Erna Müller (1. Frankfurter BC)               |
| 1957 | Hannelore Schmidt (STC Blau-Weiß Solingen)   | Gisela Ellermann (STC Blau-Weiß Solingen)       | Ursula Simbeck (1. BSC Bottrop)            | Luise Schmitz (1. DBC Bonn)                   |
| 1958 | Hannelore Schmidt (STC Blau-Weiß Solingen)   | Gisela Ellermann (STC Blau-Weiß Solingen)       | Luise Schmitz (1. DBC Bonn)                | Ursula Simbeck (1. BSC Bottrop)               |
| 1959 | Hannelore Schmidt (STC Blau-Weiß Solingen)   | Irmgard Latz (Krefelder BC)                     | Gisela Ellermann (STC Blau-Weiß Solingen)  | Ursula Verhoeven (BC Düsseldorf)              |
| 1960 | Hannelore Schmidt (STC Blau-Weiß Solingen)   | Irmgard Latz (Krefelder BC)                     | Gisela Ellermann (STC Blau-Weiß Solingen)  | Ute Seelbach (BC Düsseldorf)                  |
| 1961 | Irmgard Latz (Krefelder BC)                  | Ute Seelbach (BC Düsseldorf)                    | Anneli Hennen (VfB Lübeck)                 | Ursula Verhoeven (BC Düsseldorf)              |
| 1962 | Irmgard Latz (Krefelder BC)                  | Heide Hau (Merscheider TV)                      | Barbara Fieber (BC Meyenfeld)              |                                               |
| 1963 | Irmgard Latz (Krefelder BC)                  | Gerda Schumacher (1. DBC Bonn)                  | Anneli Hennen (VfB Lübeck)                 | Bärbel Fieber (BC Hannover 53)                |
| 1964 | Irmgard Latz (Krefelder BC)                  | Anneli Hennen (VfB Lübeck)                      | Marlies Langenbrinck (Kölner FC Blau-Gold) | Annette Schäfers (TV Krefeld-Verberg)         |
| 1965 | Irmgard Latz (Krefelder BC)                  | Gerda Schumacher (1. DBC Bonn)                  | Gisela Voß (Hamburger FC 55)               | Heidi Menacher (TSV Neuhausen-Nymphenburg)    |
| 1966 | Irmgard Latz (1. DBC Bonn)                   | Marieluise Wackerow (1. BC Beuel)               | Gerda Schumacher (1. DBC Bonn)             | Heide Hau (Merscheider TV)                    |
| 1967 | Marieluise Wackerow (1. BC Beuel)            | Irmgard Latz (1. DBC Bonn)                      | Gerda Schumacher (1. DBC Bonn)             | Edeltraud Geist (TSV 1848 Eningen)            |
| 1968 | Irmgard Latz (1. DBC Bonn)                   | Marieluise Wackerow (1. BC Beuel)               | Gerda Schumacher (1. DBC Bonn)             | Gudrun Ziebold (1. BC Beuel)                  |
| 1969 | Marieluise Wackerow (1. BC Beuel)            | Karin aus dem Siepen (1. BV Mülheim)            | Anke Witten (MTV München von 1879)         | Gudrun Ziebold (1. BC Beuel)                  |
| 1970 | Marieluise Wackerow (1. BC Beuel)            | Irmgard Latz (1. DBC Bonn)                      | Gudrun Ziebold (1. BC Beuel)               | Karin Schäfer (1. BV Mülheim)                 |
| 1971 | Irmgard Latz (SC Bayer 05 Uerdingen)         | Brigitte Steden (VfL Bochum)                    | Anke Betz (MTV München von 1879)           | Karin Dittberner (1. BV Mülheim)              |
| 1972 | Brigitte Steden (VfL Bochum)                 | Marieluise Wackerow (1. BC Beuel)               | Gudrun Ziebold (Merscheider TV)            | Vera Martini (TuS Wiebelskirchen)             |
| 1973 | Irmgard Latz (SC Bayer 05 Uerdingen)         | Marieluise Wackerow (1. BC Beuel)               | Gudrun Ziebold (Merscheider TV)            | Karin Kucki (1. BV Mülheim)                   |
| 1974 | Brigitte Steden (VfL Bochum)                 | Irmgard Latz (SC Bayer 05 Uerdingen)            | Gudrun Ziebold (Merscheider TV)            | Marieluise Zizmann (1. BC Beuel)              |
| 1975 | Gudrun Ziebold (Merscheider TV)              | Eva-Maria Kranz (1. BC Beuel)                   | Jutta Vogel (PSV Grün-Weiß Wiesbaden)      | -                                             |
| 1976 | Marieluise Wackerow (1. BC Beuel)            | Gudrun Ziebold (1. DBC Bonn)                    | Antonie Schwabe (1. BV Mülheim)            | -                                             |
| 1977 | Brigitte Steden (OSC 04 Rheinhausen)         | Eva-Maria Kranz (1. BC Beuel)                   | Gudrun Ziebold (1. DBC Bonn)               | Elke Weber (VfL Wolfsburg)                    |
| 1978 | Eva-Maria Kranz (1. BC Beuel)                | Vera Martini-Winter (TuS Wiebelskirchen)        | Elke Weber (VfL Wolfsburg)                 | Jutta Vogel (TV Mainz-Zahlbach)               |
| 1979 | Eva-Maria Kranz (1. BC Beuel)                | Jutta Rosenow (TV Mainz-Zahlbach)               | Vera Martini (TuS Wiebelskirchen)          | Marie-Luise Schulta-Jansen (1. BV Mülheim)    |
| 1980 | Marie-Luise Schulta-Jansen (1. BV Mülheim)   | Kirsten Schmieder (TB Rheinhausen)              | Heidi Krickhaus (STC Blau-Weiß Solingen)   | Ingrid Morsch (VfL Wolfsburg)                 |
| 1981 | Kirsten Schmieder (OSC 04 Rheinhausen)       | Gudrun Ziebold (1. DBC Bonn)                    | Marie-Luise Schulta-Jansen (1. BV Mülheim) | Elke Weber (VfL Wolfsburg)                    |
| 1982 | Kirsten Schmieder (OSC 04 Rheinhausen)       | Eva-Maria Kranz (1. BC Beuel)                   | Brigitte Steden (TSV Glinde)               | Marie-Luise Schulta-Jansen (1. BV Mülheim)    |
| 1983 | Eva-Maria Kranz (1. DBC Bonn)                | Kirsten Schmieder (OSC 04 Rheinhausen)          | Stefanie Rommerskirchen (Bottroper BG)     | Heidi Krickhaus (STC Blau-Weiß Solingen)      |
| 1984 | Heidi Krickhaus (STC Blau-Weiß Solingen)     | Kirsten Schmieder (OSC 04 Rheinhausen)          | Gabriele Splett (1. DBC Bonn)              | Cathrin Hoppe (VfL Wolfsburg)                 |
| 1985 | Kirsten Schmieder (OSC 04 Rheinhausen)       | Katrin Schmidt (TuS Wiebelskirchen)             | Heidi Krickhaus (STC Blau-Weiß Solingen)   | Eva-Maria Zwiebler (1. BC Beuel)              |
| 1986 | Kirsten Schmieder (OSC 04 Rheinhausen)       | Heidi Krickhaus (STC Blau-Weiß Solingen)        | Birgit Schilling (SV Fortuna Regensburg)   | Eva-Maria Zwiebler (1. DBC Bonn)              |
| 1987 | Katrin Schmidt (TuS Wiebelskirchen)          | Eva-Maria Zwiebler (1. BC Beuel)                | Birgit Schilling (SV Fortuna Regensburg)   | Kirsten Schmieder (TTC Brauweiler 1948)       |
| 1988 | Katrin Schmidt (TuS Wiebelskirchen)          | Kirsten Schmieder (TTC Brauweiler 1948)         | Mechtild Hagemann (TV Mainz-Zahlbach)      | Nicole Baldewein (OSC Düsseldorf)             |
| 1989 | Katrin Schmidt (TuS Wiebelskirchen)          | Nicole Baldewein (OSC Düsseldorf)               | Christine Skropke (FC Bayer 05 Uerdingen)  | Kerstin Ubben (FC Langenfeld)                 |
| 1990 | Katrin Schmidt (TuS Wiebelskirchen)          | Kerstin Ubben (FC Langenfeld)                   | Anne-Katrin Seid (SV Fortuna Regensburg)   | Christine Skropke (FC Bayer 05 Uerdingen)     |
| 1991 | Katrin Schmidt (TuS Wiebelskirchen)          | Nicole Baldewein (OSC Düsseldorf)               | Andrea Findhammer (1. BV Mülheim)          | Heidi Krickhaus (BC Eintracht Südring Berlin) |
| 1992 | Kerstin Ubben (BC Eintracht Südring Berlin)  | Katrin Schmidt (TuS Wiebelskirchen)             | Nicole Baldewein (OSC Düsseldorf)          | Christine Skropke (FC Bayer 05 Uerdingen)     |
| 1993 | Andrea Findhammer (FC Langenfeld)            | Christine Skropke (FC Bayer 05 Uerdingen)       | Nicole Baldewein (OSC Düsseldorf)          | Heike Franke (TV Mainz-Zahlbach)              |
| 1994 | Nicole Baldewein (OSC Düsseldorf)            | Stefanie Müller (TSV Neuhausen-Nymphenburg)     | Andrea Findhammer (VfL 93 Hamburg)         | Nicole Grether (SSV Heiligenwald)             |
| 1995 | Heike Schönharting (PSV Grün-Weiß Wiesbaden) | Viola Rathgeber (BC Eintracht Südring Berlin)   | Kirsten Sprang (Bottroper BG)              | Heike Franke (TuS Wiebelskirchen)             |
| 1996 | Heike Schönharting (PSV Grün-Weiß Wiesbaden) | Nicole Baldewein (OSC Düsseldorf)               | Nicole Grether (SSV Heiligenwald)          | Christine Skropke (SC Bayer 05 Uerdingen)     |
| 1997 | Nicole Grether (SC Bayer 05 Uerdingen)       | Katja Michalowsky (BC Eintracht Südring Berlin) | Nicole Baldewein (Bottroper BG)            | Stefanie Müller (SV Fortuna Regensburg)       |
| 1998 | Katja Michalowsky (SSV Heiligenwald)         | Stefanie Müller (SV Fortuna Regensburg)         | Nicole Grether (SC Bayer 05 Uerdingen)     | Heike Schönharting (PSV Grün-Weiß Wiesbaden)  |
| 1999 | Heike Schönharting (SG Anspach)              | Katja Michalowsky (1. BC Beuel)                 | Petra Overzier (TTC Brauweiler 1948)       | Nicole Grether (SC Bayer 05 Uerdingen)        |
| 2000 | Katja Michalowsky (TuS Wiebelskirchen)       | Petra Overzier (TTC Brauweiler 1948)            | Heike Schönharting (SG Anspach)            | Stefanie Müller (SV Fortuna Regensburg)       |
| 2001 | Nicole Grether (SC Bayer 05 Uerdingen)       | Petra Overzier (TTC Brauweiler 1948)            | Claudia Vogelgsang (VfB Friedrichshafen)   | Stefanie Müller (SV Fortuna Regensburg)       |
| 2002 | Petra Overzier (TTC Brauweiler 1948)         | Nicole Grether (SC Bayer 05 Uerdingen)          | Katja Michalowsky (1. BC Bischmisheim)     | Juliane Schenk (SC Union 08 Lüdinghausen)     |
| 2003 | Petra Overzier (TTC Brauweiler 1948)         | Nicole Grether (SC Bayer 05 Uerdingen)          | Juliane Schenk (SC Union 08 Lüdinghausen)  | Katja Michalowsky (1. BC Bischmisheim)        |
| 2004 | Xu Huaiwen (1. BC Bischmisheim)              | Petra Overzier (1. BC Beuel)                    | Karin Schnaase (SC Union 08 Lüdinghausen)  | Stefanie Müller (FC Langenfeld)               |
| 2005 | Xu Huaiwen (1. BC Bischmisheim)              | Juliane Schenk (SC Union 08 Lüdinghausen)       | Katja Michalowsky (PSV Ludwigshafen)       | Petra Overzier (1. BC Beuel)                  |
| 2006 | Xu Huaiwen (1. BC Bischmisheim)              | Petra Overzier (1. BC Beuel)                    | Karin Schnaase (SC Union 08 Lüdinghausen)  | Juliane Schenk (SG EBT Berlin)                |
| 2007 | Xu Huaiwen (1. BC Bischmisheim)              | Juliane Schenk (SG EBT Berlin)                  | Janet Köhler (SG EBT Berlin)               | Carola Bott (FC Langenfeld)                   |
| 2008 | Xu Huaiwen (1. BC Bischmisheim)              | Juliane Schenk (SG EBT Berlin)                  | Petra Reichel (1. BV Mülheim)              | Janet Köhler (SG EBT Berlin)                  |
| 2009 | Juliane Schenk (SG EBT Berlin)               | Janet Köhler (SG EBT Berlin)                    | Katja Michalowsky (SV Fischbach 1959)      | Carola Bott (1. BC Bischmisheim)              |
| 2010 | Juliane Schenk (SG EBT Berlin)               | Karin Schnaase (SC Union 08 Lüdinghausen)       | Fabienne Deprez (FC Langenfeld)            | Janet Köhler (TSV Trittau)                    |
| 2011 | Juliane Schenk (SG EBT Berlin)               | Karin Schnaase (SC Union 08 Lüdinghausen)       | Fabienne Deprez (FC Langenfeld)            | Carola Bott (BV Gifhorn)                      |
| 2012 | Olga Konon (1. BC Bischmisheim)              | Karin Schnaase (SC Union 08 Lüdinghausen)       | Fabienne Deprez (FC Langenfeld)            | Lisa Heidenreich (1. BC Bischmisheim)         |
| 2013 | Fabienne Deprez (FC Langenfeld)              | Carola Bott (BV Gifhorn)                        | Karin Schnaase (SC Union 08 Lüdinghausen)  | Monja Ehlert (BC Eintracht Südring Berlin)    |
| 2014 | Karin Schnaase (SC Union 08 Lüdinghausen)    | Fabienne Deprez (FC Langenfeld)                 | Yvonne Li (Hamburger SV)                   | Luise Heim (1. BC Beuel)                      |
| 2015 | Olga Konon (1. BC Bischmisheim)              | Fabienne Deprez (BV Gifhorn)                    | Katharina Altenbeck (1. BV Mülheim)        | Yvonne Li (Hamburger SV)                      |
| 2016 | Olga Konon (1. BC Bischmisheim)              | Luise Heim (1. BC Beuel)                        | Yvonne Li (SC Union 08 Lüdinghausen)       | Fabienne Deprez (BV Gifhorn)                  |
| 2017 | Luise Heim (1. BC Beuel)                     | Fabienne Deprez (BV Gifhorn)                    | Yvonne Li (SC Union 08 Lüdinghausen)       | Olga Konon (1. BC Bischmisheim)               |
| 2018 | Luise Heim (1. BC Beuel)                     | Yvonne Li (SC Union 08 Lüdinghausen)            | Fabienne Deprez (FC Langenfeld)            | Katharina Altenbeck (1. BV Mülheim)           |
| 2019 | Yvonne Li (SC Union 08 Lüdinghausen)         | Fabienne Deprez (FC Langenfeld)                 | Thuc Phuong Nguyen (Horner TV)             | Katharina Altenbeck (1. BV Mülheim)           |
| 2020 | Yvonne Li (SC Union 08 Lüdinghausen)         | Fabienne Deprez (FC Langenfeld)                 | Katharina Altenbeck (1. BV Mülheim)        | Brid Stepper (TV 1884 Marktheidenfeld)        |
| 2021 | Yvonne Li (SC Union 08 Lüdinghausen)         | Thuc Phuong Nguyen (1. BC Wipperfeld)           | Ann-Kathrin Spöri (TV Refrath)             | Mareike Bittner (TV Hofheim)                  |
| 2022 | Yvonne Li (SC Union 08 Lüdinghausen)         | Ann-Kathrin Spöri (TV Refrath)                  | Selin Hübsch (TV Refrath)                  | Miranda Wilson (SG Schorndorf)                |
| 2023 | Yvonne Li (SV Fun-Ball Dortelweil)           | Ann-Kathrin Spöri (TV Refrath)                  | Antonia Schaller (1. BC Wipperfeld)        | Miranda Wilson (SG Schorndorf)                |
| 2024 | Yvonne Li (SV Fun-Ball Dortelweil)           | Fabienne Deprez (SpVgg Sterkrade-Nord)          | Miranda Wilson (SG Schorndorf)             | Florentine Schöffski (TV Refrath)             |
| 2025 | Brid Stepper (1. BC Beuel)                   | Miranda Wilson (SG Schorndorf)                  | Xenia Kölmel (VfB GW Mülheim)              | Gloria Poluektov (VfB GW Mülheim)             |